# 홍석현 (관료)
홍석현(洪奭鉉, 1873년 8월 21일 ~ 1931년 1월 25일)은 일제강점기에 군수로 활동한 관료이다.

## 대한제국 시기
경기도 남양 출신이다. 1891년 6월 관립 일어학교에서 공부하고 일본으로 넘어가 1897년 6월 도쿄에서전문학교 와세다에서 정치과를 졸업했다. 그리고 같은해 11월 니혼은행 사무관습회 회원으로 활동했다. 1898년 7월 학교를 졸업하고 1898년 10월부터 1900년 9월까지 일본 제일은행 서기로 근무했다.
1900년 10월부터 1901년 3월까지 관립중학교 교관을 지낸 뒤 1902년 10월부터 1903년 12월까지 궁내부 관리사 위원을 지냈다. 관리서 위원으로 재직 중이던 1903년 2월 인천 일본정박사령부 통역원으로 같은 해 8월부터 1904년 9월까지 조선주차 일본군사 통역을 지냈다. 1906년 1월 경무청 경무관에 12월 학부 참서관에 임명되었다. 1907년4월부터 1910년9월까지 관립 한성고등학교 교장을 지냈다.

## 일제 강점기
합병 후 1911년 2월 충청남도 보령군수(고등관 7등)에 임명되었다가 3월 충청남도 평택군수를 거쳐 7월 강원도 춘천군수로 부임해 1912년 6월까지 재직했다. 퇴직 후 1922년 중추원 조사과 촉탁으로 1923년부터 1929년까지 충추원 조사과 촉탁으로 활동했다.